# Імаґава Садайо
Імаґава Садайо (яп. 今川 貞世; 1326—1420) — японський самурайський військовик, поет, історик періоду Муроматі.

## Життєпис
Походив з роду Імаґава. Син Імаґава Норікуні. Замолоду вивчав китайську мову, стрільбу з лука, канони конфуціанства та буддизму, їзди верхи, тоді ж захопився поезією. У 1446 році вступив до школи поезії тамомто з Кьоґоку, потім був учнем Рейзея Тамехіде.
Військова кар'єра Садайо розпочалася у 1355 році в період протистояння Північного і Південного дворів. Він підтримував Північний двір. Він у 1361 році переміг Хосокава Кійоудзі в битві при Йошіно. Повернувшись в Кіото у 1367 році, опинився у почті сьогуна Асікаґа Йосіакіра. Проте того ж року він постригся в ченці і присвятив себе релігії, взявши ім'я Рьосюн.
До 1370 бакуфу сьоґунату Асікаґа втратило контроль над більшою частиною острова Кюсю і послало туди у 1371 році Рьосюна як військового губернатора (тандай). Виконанню поставленого завдання — приборкання бунтівних земель — він присвятив наступні 10 років. Основні події відбувалися у 1374–1375 роках на півночі острова, а завершилися загибеллю голови заколотників — принца Каненаґа (сина колишнього імператора Ґо-Дайґо у 1383 році та перемогою над кланом Шимадзу у 1385 році. При цьому він продовжував займатися літературою і спілкувався зі своїм учителем Нидзьо Йосімото.
У 1395 сьогуну Асікаґа Йосіміцу доповіли (представники ворожих родів Оуті та Отомо), що Рьосюн має дуже великий вплив і готує заколот. Останнього відкликали з Кюсю, і він обійняв посаду губернатора (сюґо) в Суруґа, де перебував до 1400 року, коли був викликаний до Кіото. Побоюючись за життя він вимушений був тікати з міста. Сюди повернувся лише у 1402 році, де провів у спокою решту життя, займаючись поезією та літературою.

## Творчість
Вірші став складати у 12 років. В доробку Імаґава Садайо є «Мітіюкібурі», що являє собою щоденник подорожей з віршами, також історичний твір «Нан Тайхейкі».
Втім визначним є «Встановлення» (інша назва «Написи на стіні Імаґава»), написаний в 1412 році для молодшого брата Тадаакі. Остання праця шанувалася і вивчалася як моральний кодекс до Другої світової війни. У період Едо твір викладали у всіх храмових школах. Написані в стилі канбун, «Встановлення» затвердили класичний погляд на воїна, який повинен поєднувати в собі бойовий дух і вченість. Як ревний буддист, Рьосюн засуджує безглузду самопожертву, але як представник свого стану він має глибоку повагу до ремесла воїна. Бувши конфуціанцем, він цитує китайські канони, вимагає шанобливого ставлення до родини й сповідує ідею вірності та виконання обов'язку перед паном. Саме у Рьосюн військовий ідеал втілився у всій своїй рівновазі.